# Bethsabée (Gérôme)
Pour les articles homonymes, voir Bethsabée (homonymie).
Bethsabée est une peinture à l'huile sur toile du peintre français Jean-Léon Gérôme, réalisée à Bougival en 1889. L'œuvre est aujourd'hui conservée dans une collection privée. Il s’agit d’une peinture d’art sacré de style académique.

## Le sujet
Le tableau représente un scène de l’Ancien Testament tirée de l’histoire du roi David et de Bethsabée, la femme d'Urie le Hittite.
« Un soir, David se leva de sa couche ; et, comme il se promenait sur le toit de la maison royale, il aperçut de là une femme qui se baignait, et qui était très belle de figure. »
— 2 Samuel 11: 2 LSG
Gérôme a beaucoup travaillé à Bougival, sur le toit de son atelier en été. Il a aménagé sa terrasse de manière que les arbres et arbustes l'enferment et l'abritent des regards curieux, lui permettant de faire poser son modèle à l'air libre et d'obtenir différents effets d'ambiance et de lumière.

## Description
La scène se passe sur la terrasse d’un bâtiment en hauteur. Bethsabée entièrement nue debout sur un tapis est le dos tourné au spectateur. Elle se lave le bras gauche avec une éponge. À ses pieds se trouvent une petite bassine en cuivre et une servante, à genoux habillée en bleu qui a les mains au-dessus d’un plateau rempli d’eau. À côté de Bethsabée se trouve un tabouret où sont posés ses vêtements blanc et jaune. Elle a les cheveux relevés. Sur la gauche, un bâtiment surplombe la terrasse et le roi David observe la scène, voyant Bethsabée de face.
Le reste du tableau représente un ciel couchant et Jérusalem en contrebas. 
L’artiste a signé J.L. Gérôme sur un mur en bas à gauche.
La toile mesure 60,5 × 100 cm.

## Autres œuvres
Sept ans après la création de cette toile, Gérôme en a tiré une sculpture en plâtre, aujourd'hui conservée au musée d'Art Dahesh.
Il existe aussi des modèles de sculpture en bronze dorée.

## Galerie

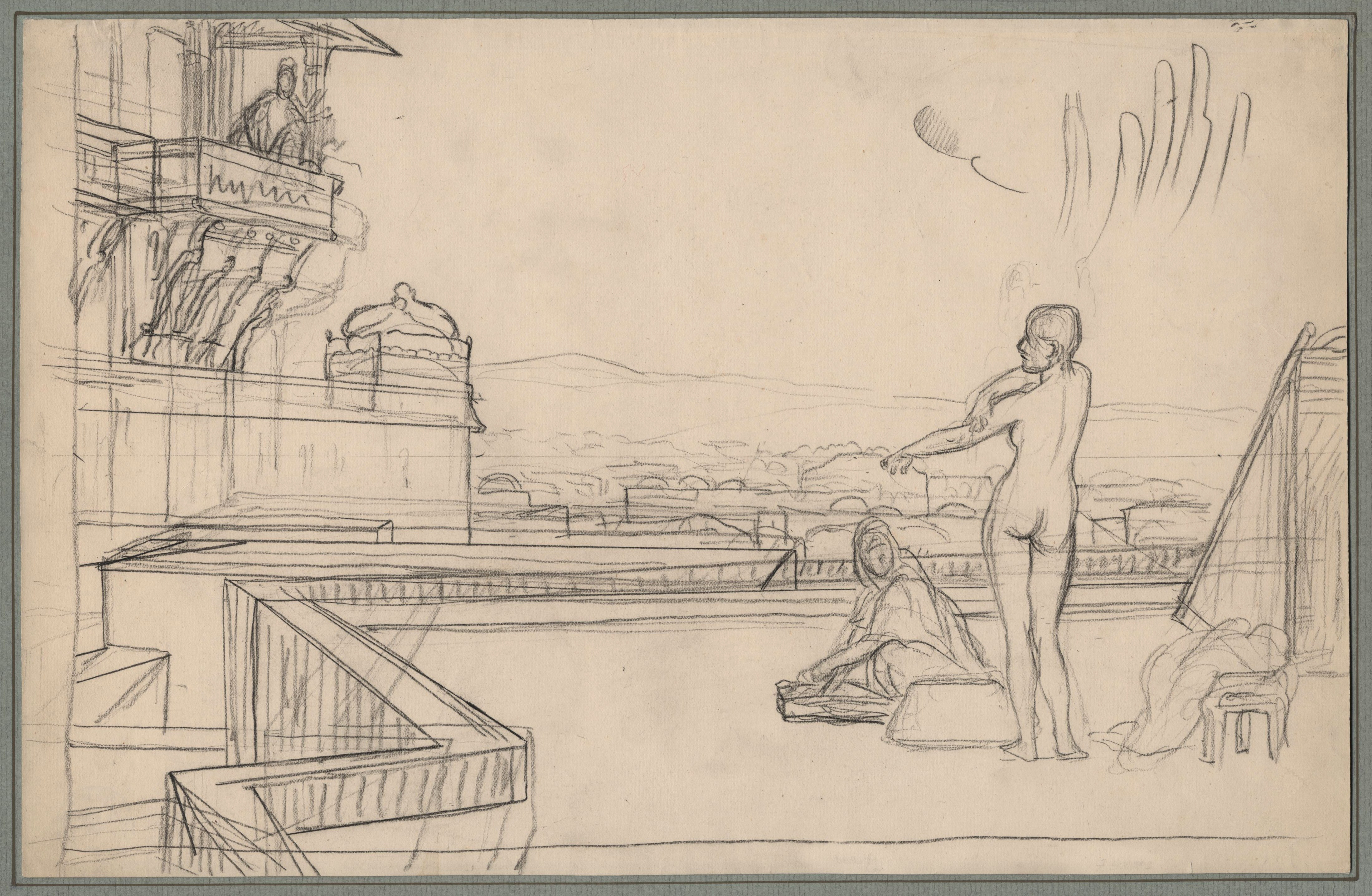
Étude au crayon.
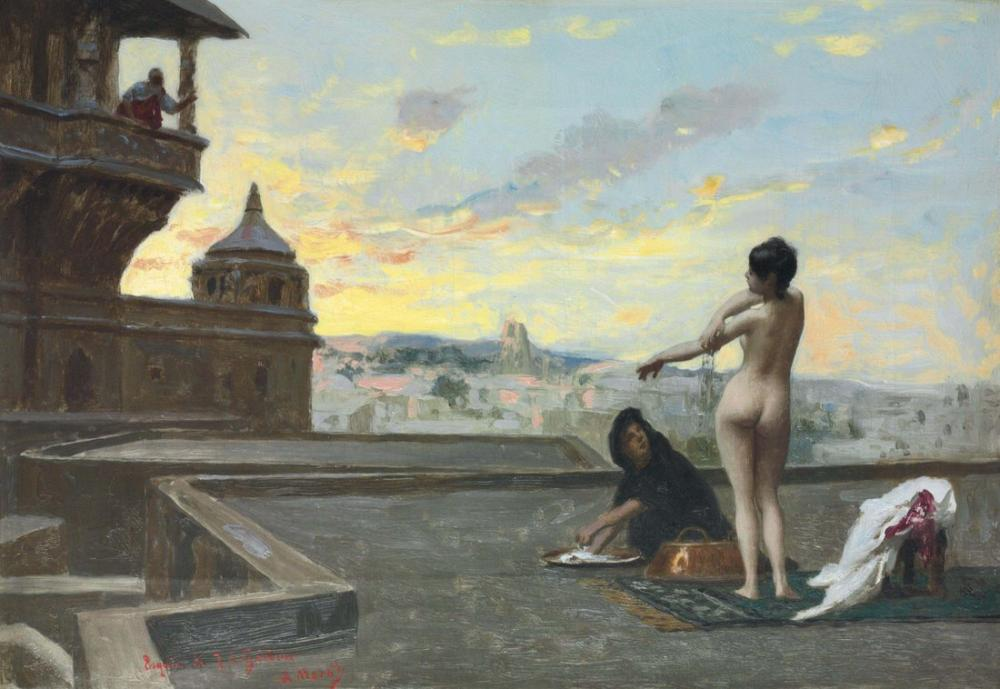
Étude peinte.
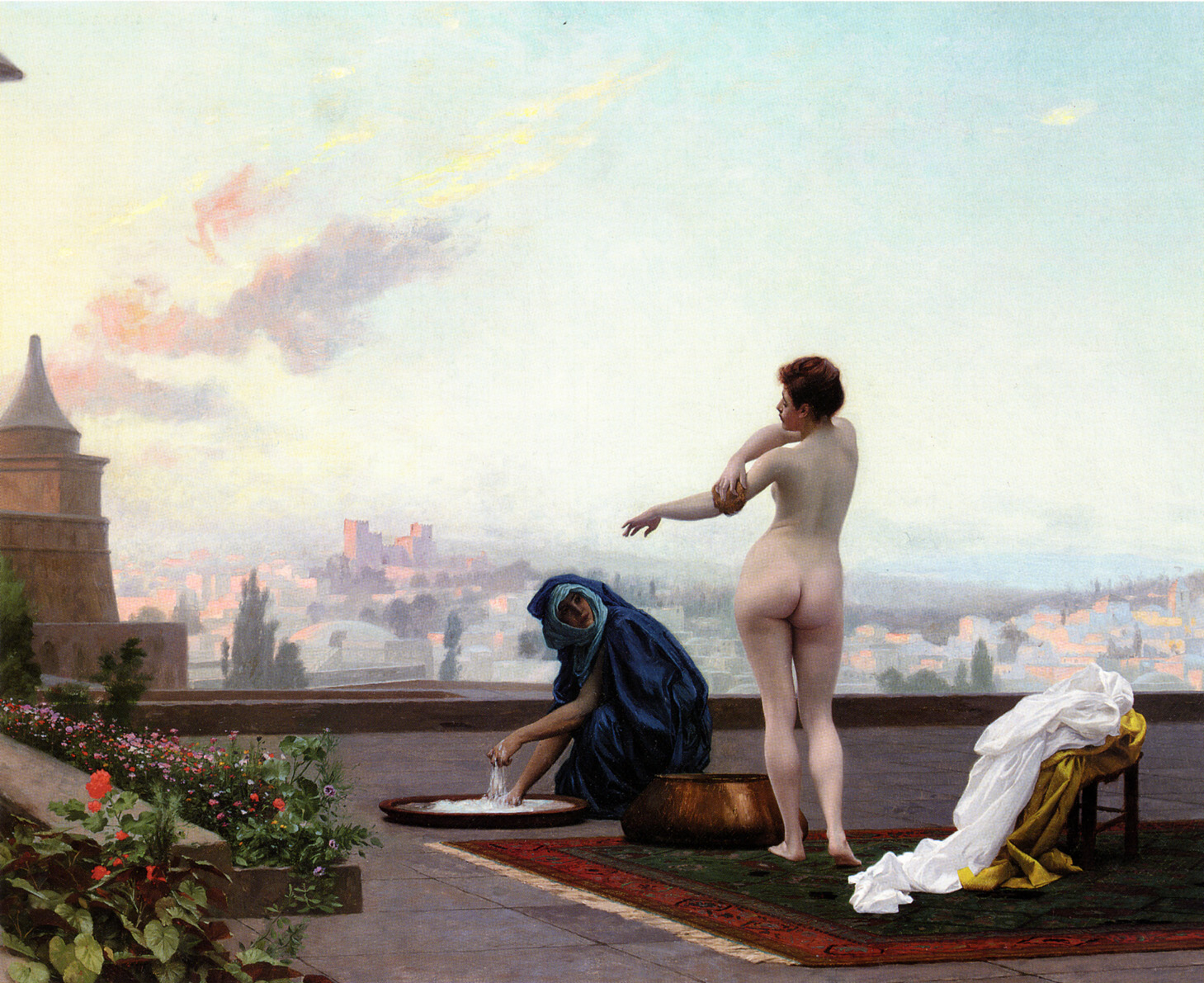
Détail.